# Гра в бісер
Гра в бісер (нім. Das Glasperlenspiel) — останній роман і magnum opus німецько-швейцарського письменника Германа Гессе. Книга процитована в переліку творів, за які Герман Гессе отримав Нобелівську премію за 1946. Гессе розпочав написання «Гри в бісер» 1931 року, і видав книгу в Швейцарії 1943 року.
Книга виходила також під назвою «Magister Ludi», що в перекладі з латини означає майстер гри.

## Синопсис
Події, описані в романі відбуваються десь в далекому майбутньому, точна дата не зазначена, у вигаданій провінції Касталії в центрі Європи. Касталія — своєрідна область. Це резервація духовного життя, де економіка, виробництво і політика зведені до найнеобхіднішого мінімуму. Головну частину населення Касталії складає аскетичний орден інтелектуалів, які займаються освітою і вихованням молоді, а також грають у специфічну гру, названою грою в бісер. Детального опису гри в романі нема, відомо лише, що для її опанування потрібно мати ґрунтовні знання музики, математики й історії культури. Гра є синтезом мистецтв і наук, в якій людські цінності переплітаються в складні асоціативні візерунки.
Роман написаний начебто від імені історика ордену й розповідає про життя видатного гравця Йозефа Кнехта, чиє прізвище можна перекласти як служник, про його рішення вступити до ордену гравців, навчання, зростання майстерності й поступовий ріст у ієрархії аж до посади Magister Ludi, майстра гри.
У романі небагато інших персонажів, кожен із яких певним чином вплинув на формування Йозефа Кнехта як гравця, мислителя й людини. Перший із них, вихователь і духовний наставник Кнехта в молодості, Магістр Музики. Друг шкільних років, Плініо Десиньйорі, пов'язує Кнехта із зовнішнім світом, Старший Брат — із китайською і взагалі східною культурою, отець Якоб із Церквою.
Шлях Йозефа Кнехта до вершин гри дещо нетиповий. Він здійснює кілька мандрівок за межі Касталії. Перша з цих мандрівок приводить його у Бамбуковий гай - відлюдне місце, оформлене у старокитайському стилі, де він вивчає китайську, «І цзін» і стає учнем Старшого Брата, самітника, який відмовився від життя у Касталії. Інша його мандрівка до бенедиктинського монастиря, де він знайомиться із отцем Якобом, розмови з яким теж мали важливе значення для формування його світобачення.
Кульмінація роману настає тоді, коли Йозеф Кнехт переживає духовну кризу, пов'язану з сумнівами щодо доцільності самого ордену, який відгородив себе від зовнішнього світу, і став чимось на зразок вежі зі слонової кістки. Кнехт переживає духовне пробудження, він подає у відставку з посади Magister Ludi. Попри те, що старійшини ордену йому відмовили, він все ж покидає Касталію, і влаштовується вчителем сина свого шкільного товариша Десиньйорі, Тіто. Через кілька днів по тому, розповідь закінчується несподіваною смертю Кнехта — він потонув у озері, пливучи за Тіто на відстань, що перевищувала його фізичні можливості.
Роман закінчується «власними» творами Йозефа Кнехта: віршами й трьома оповіданнями, що називаються «Заклинач дощу», «Сповідник» та «Індійський життєпис». В оповіданнях Кнехт робить спробу уявити собі своє життя, якби він народився в іншому місці в інший час. Разом із основною частиною роману ці три оповідання відображають чотири основні функції людського духу, як їх розуміє аналітична психологія: відчуття (заклинач дощу), інтуїцію (індійське життя), почуття (сповідник) і думку (Magister Ludi).

## Трактування
Книга відображає думки та настрої інтелігенції перед другою світовою війною. Спільнота інтелектуалів та гравців у бісер відгороджуються від реальності, у той час, як реальні проблеми насуваються на світ. Це опис світу самого Гессе, що перебував у Швейцарії у той час, коли в Німеччині піднімалася нацистська ідеологія. Конфлікт між vita activa (життя активне) та vita contemplativa (життя споглядальне) для героя стає головним. Зрештою він доходить до висновку, що споглядальне життя веде до колапсу, складає повноваження майстра Гри і їде виховувати учня у реальний світ, що на його думку має виправити ситуацію. Проте книга закінчується метафоричною смертю героя перед початком курсу навчання, коли він у пориві натхнення стрибає за своїм учнем у воду і помирає. Критики, вважають це натяком на те, що минуле не може вирішити проблеми майбутнього.
В книзі також присутня критика освіти у багатьох аспектах. Як історичний екскурс описується фейлетонна доба, коли знання були поверхові, час процвітання дилетантів, епігонів, модних філософів, кросвордів, психологічних тестів і, безперечно, цілителів та магів. З іншого боку описується занадто вихолощений і відірваний від реальності світ гравців у бісер, який мав виправити ситуацію, а замість цього став закритим мистецтвом, що вимагає довгого навчання і яке не здатне зрозуміти населення. Гравці перетворюються на закриту нову аристократію. Спроба знайти компроміс між цими двома світами залишається відкритим питанням. У книзі Гессе багато уваги приділяється менторству, коли учня навчає майстер, що дає алюзію на подібні практики у середньовіччі і протиставляє масовому навчанню.

## Алюзії
Назва провінції Касталія, походить від імені німфи Касталії, яку Аполлон перетворив у джерело, що дарує натхнення тому, хто з нього напився (Кастальське джерело).
Імена персонажів роману теж містять натяки на реальних людей. Так, попередника Йозефа Кнехта на посаді магістра гри звали Томас ван дер Траве, і в цьому імені вгадується Томас Манн, який народився у Любеку на річці Траве. Талановитий, але не зовсім стабільний друг Йозефа Кнехта, носить ім'я Фріц Тегуляріус, що є натяком на Фрідріха Ніцше, отець Якоб, мабуть, має за основу Якоба Буркгардта. Ім'я Карло Ферромонте — італізовне ім'я небожа Гессе Карла Ісенберга.

## Українські переклади
- Герман Гессе. Гра в бісер. Переклад Євгена Поповича. Переклад віршів Ліни Костенко. Серія Вершини Світового Письменства. Том 27. Київ. Дніпро. 1978
  - (передрук) Герман Гессе. Гра в бісер. Переклад Євгена Поповича. Переклад віршів Ліни Костенко. Київ. Вища школа. 1983
  - (передрук) Гессе Г. Гра в бісер: роман / Г. Гессе ; пер. з нім. Є. О. Поповича. — Х. : Фоліо, 2001. — 510 с. — (Бібліотека світової літератури).